# Иравади (река)
Ирава́ди (бирм. ဧရာဝတီ — Эявади) — река в Мьянме. Крупнейшая река Мьянмы (длина — 2300 км, по другим данным 2150 км).  Площадь бассейна около 410 000 км² (по другим данным — 415 000 или 430 000 км²).

## Этимология
Название Иравади переводится с санскрита — аиравати, что означает «слоновья река».

## География
Иравади берёт начало в национальной области Качин от места слияния рек Мали и Нмай, которые параллельно друг другу текут с юго-восточных отрогов Гималаев. По уточнённым данным, исток самой длинной из них реки Нмай расположен на хребте Башёла-Лин, входящем в состав Сино-Тибетских гор. Река Мали стекает с хребта Dandalika (Dandalika Shan), который, вероятно, является частью Гималаев. Геоморфологическая граница между Гималаями и Сино-Тибетскими горами проведена в непосредственной близости от самой северной оконечности Мьянмы.

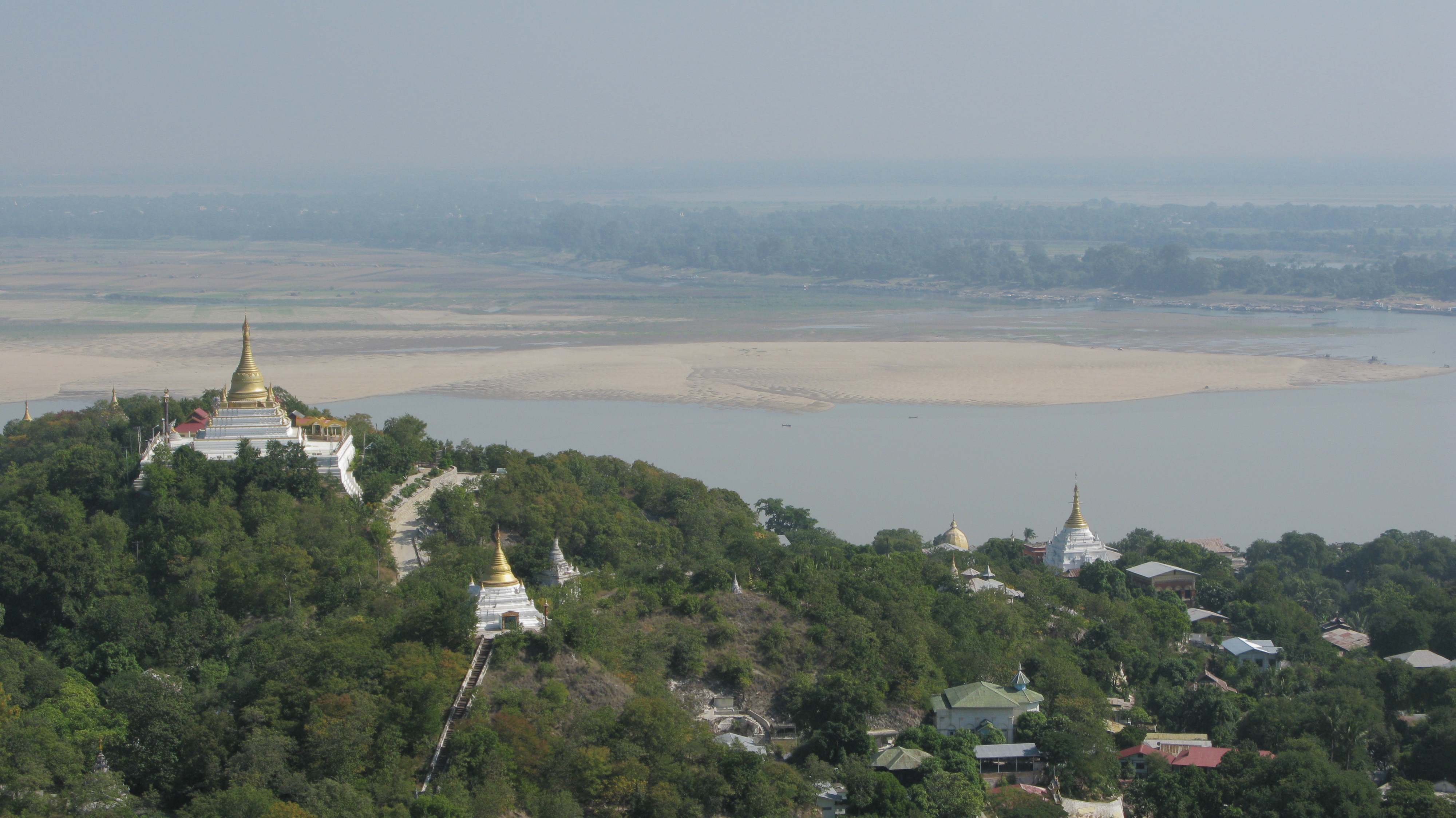
Река Иравади у Сикайна

Иравади пересекает страну с севера на юг. В верховьях Иравади и её притоки текут в глубоких ущельях, среди джунглей, имеют порожистые русла. Ниже города Мьичина долина Иравади расширяется, русло достигает 800 м. Затем река пересекает западную часть Шанского нагорья, образует 3 ущелья, где ширина русла составляет 50-100 м, местами имеются опасные для судоходства водовороты. В среднем и нижнем течении Иравади пересекает обширную Иравадийскую равнину, где река образует широкую террасированную долину. В 300 км от устья начинается плоская, сильно заболоченная дельта, занятая джунглями. Площадь дельты около 30 тыс. км² (по другим источникам, 48 тыс. км²), вдоль берега Андаманского моря она протянулась на 240 км, отделяясь от него поясом песчаных дюн. У дельты 9 рукавов, через которые воды реки устремляются в Индийский океан.
В низовьях Иравади отмечаются высокие приливы, достигающие у города Янгон 4—4,5 м, которые захватывают всю дельту и ощущаются даже в 120 км от моря. Средний расход воды в низовьях 13-14 тыс. м³/с; при особенно сильных дождях может достигать 40 000 м³/с, а иногда и больше. Нередки катастрофические наводнения.

### Притоки
Основные притоки — Могаун, Му, Чиндуин, Моун (правые); Шуэли, Маджи, Мьинге (левые).

### Города
Моламьяйнджун, Мьичина, Банмо, Сикайн и др.

## История
Является་ священной у некоторых племен дельты Иравади.
В колониальные времена, до появления железных дорог и автомобилей, река звалась «Дорогой в Мандалай» (см. известное стихотворение Киплинга). Несмотря на то, что река судоходна для крупных судов до города Мьичина на протяжении более 1600 км (для малых судов) от океана, на реке множество отмелей и островов, что затрудняет судоходство. На протяжении многих лет единственным мостом через Иравади был мост Инва, однако за последние 20 лет было построено более 10 новых мостов на разных участках реки.

## Фауна
В реке обитают иравадийские дельфины.